# Valbřich
Valbřich (dříve též Valdenburk, polsky  Wałbrzych, německy Waldenburg, slezskoněmecky Walmbrich) je město v jihozápadním Polsku v Dolnoslezském vojvodství, má postavení samostatného okresu a zároveň je sídlem okresu Valbřich. Leží na historickém území Dolního Slezska zhruba 10 km od českých hranic ve Valbřišských horách, které jsou součástí Orlické oblasti, na řece Polesnici (Pełcznica). 
První písemná zmínka o Valbřichu pochází z počátku 14. století. Byl součástí Javorsko-svídnického knížectví a s ním Zemí Koruny české až do roku 1742, kdy po první slezské válce připadl Prusku. V 19. století se stal významným střediskem průmyslu, především těžby černého uhlí, textilního průmyslu a také výroby koksu, skla i porcelánu. Po druhé světové válce byl spolu s většinou Slezska připojen k Polsku a původní německé obyvatelstvo nahradili přesídlenci z tzv. Kresů, osadníci z centrálního Polska a polští reemigranti ze západní Evropy. Důsledkem ekonomické transformace po roce 1989 byl pád mnoha zdejších podniků a město se začátkem 21. století negativně zapsalo do polského povědomí v souvislosti s vysokou nezaměstnaností, vylidňováním a nárůstem sociálních problémů.
Valbřich je centrem aglomerace, kterou dále tvoří Boguszów-Gorce, Świebodzice a také lázeňská města Szczawno-Zdrój a Jedlina-Zdrój. V roce 2020 žilo v samotném Valbřichu 110 603 obyvatel, celá aglomerace čítala 158 921 obyvatel. Nejvýznamnější památkou města jest zámek Książ/Fürstenstein, největší zámek Dolního Slezska a někdejší sídlo Hochbergů.

## Historie

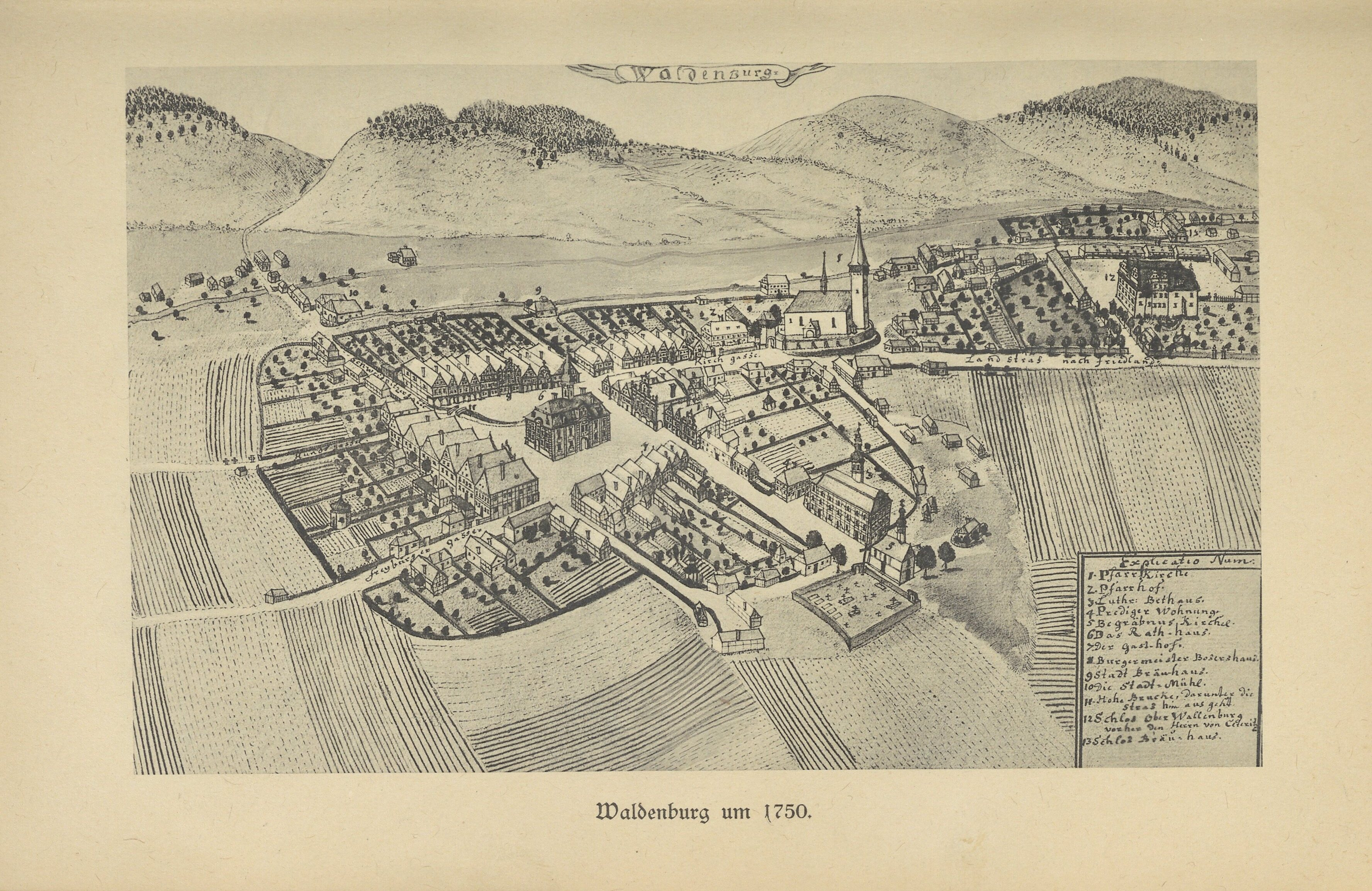
Valbřich kolem roku 1750

První písemná zmínka o osadě Waldenberc pochází z listiny Liber fundationis episcopatus Vratislaviensis sepsané na začátku 14. století. Jako město se v pramenech objevuje poprvé v roce 1426. Původní název doslova znamená „lesní hrad”, český Valbřich a polský Wałbrzych jsou odvozeny od nářečního tvaru Walmbrich (viz slezská němčina). Ve středověku patřil Valbřich k Javorsko-svídnickému knížectví, které zůstalo nezávislým slezským knížectvím nejdéle ze všech: k jeho začlenění do Koruny české došlo až v roce 1392 po smrti Anežky Habsburské.
Od druhé poloviny 15. století byly osudy města spjaty s rodem Czettritzů, od nichž jej roku 1738 koupili Hochbergové z nedalekého hradu Fürstenstein (Książ). Po rozdělení Slezska v roce 1742 v důsledku první slezské válce se Valbřich stal součástí Pruského království. Původně začleněný do svídnického okresu, od roku 1818 byl sídlem samostatného okresu (Kreis Waldenburg) v rámci provincie Slezsko.

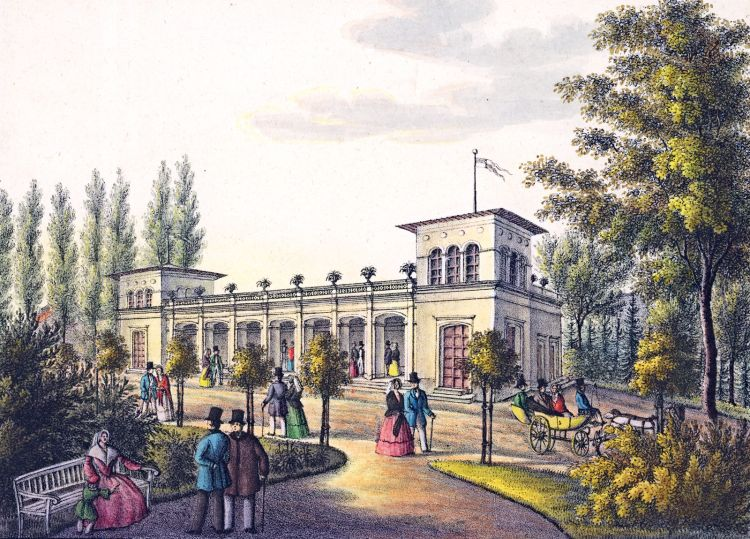
Lázeňská kolonáda v Altwasseru (1837)

Středověký původ mají i další obce, které se ve 20. století staly městskými částmi Valbřichu. V Liber fundationis episcopatus Vratislaviensis se zmiňují Dittersbach/Dzietrzychów, Liebichau/Lubiechów, Nieder Hermsdorf/Sobięcin, Reußendorf/Rusinowa, Seitendorf/Poniatów a Weißstein/Biały Kamień. Niedersalzbrunn neboli Szczawienko se v pramenech objevuje poprvé v roce 1318. Z roku 1357 pochází první zmínka o osadě Aqua Antiqua neboli Altwasser/Stary Zdrój, která byla od poloviny 18. století do roku 1873 lázeňskou obcí (termální prameny postupně zanikly v souvislosti s těžební činností). Althain/Stary Glinik je doložen k roku 1549, Neuhain/Nowy Glinik existuje od roku 1679. Městská část Podgórze se původně nazývala Oberwaldenburg neboli Horní Valbřich a jednalo se o „novou obec” založenou Czettritzi v první polovině 18. století. Konradsthal/Konradów vznikl jako osada Weißsteinu a osamostatnil se v roce 1795. Dějiny obce Sandberg/Piaskowa Góra začaly až v době průmyslové revoluce. 

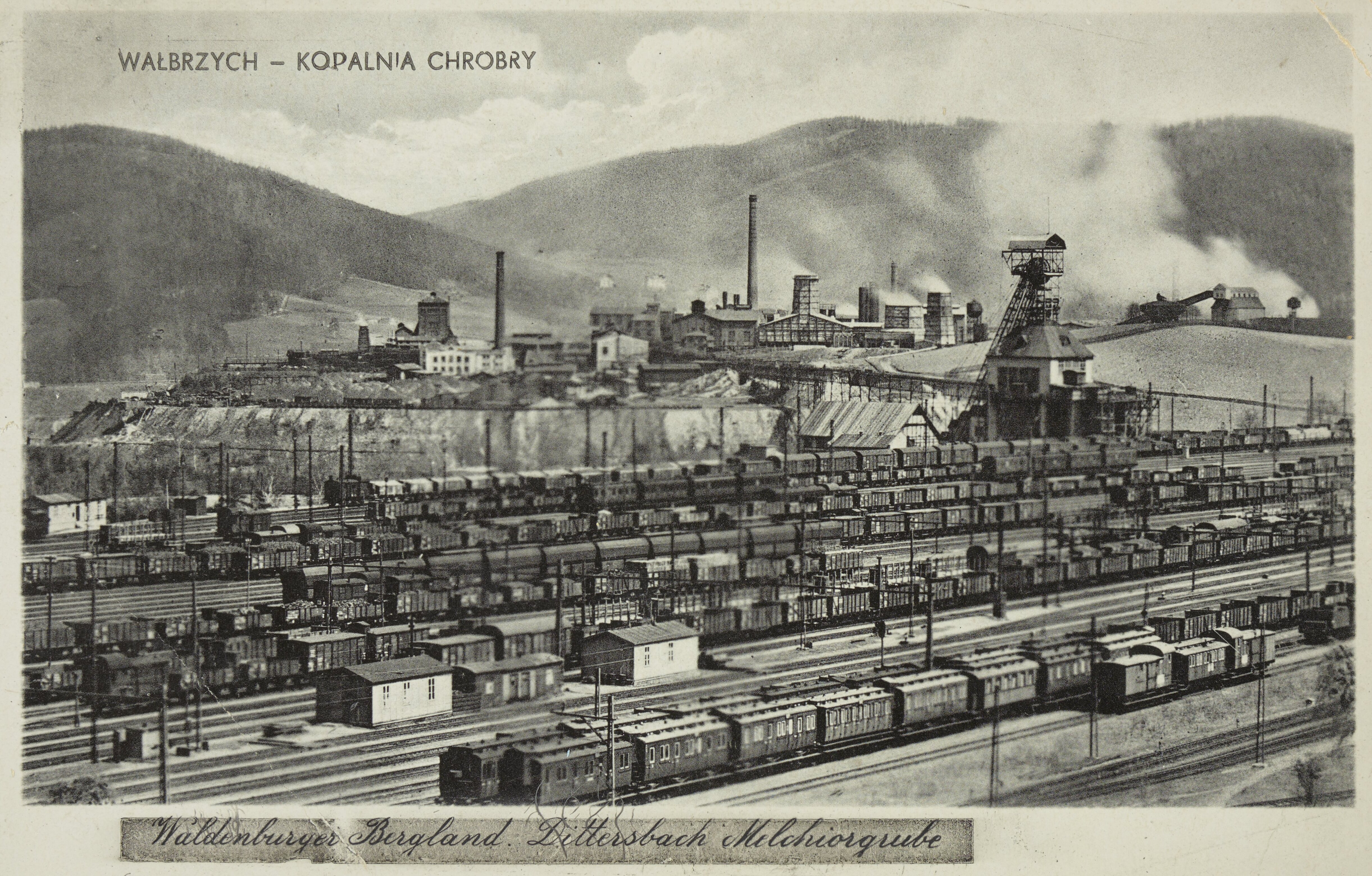
Důl Melchiorgrube na pohlednici z první poloviny 20. století

Z roku 1536 pochází nejstarší zmínka o těžbě černého uhlí ve valbřišské oblasti. V roce 1604 byl vydán první soubor předpisů upravujících báňskou činnost v panství Czettritzů. Roku 1747 existovalo již v blízkém okolí města sedm šachet, do poslední dekády 18. století se jich počet zvýšil na 38. Moderní dějiny zdejšího hornictví začínají novou právní úpravou z roku 1769, která podřídila veškerou těžbu Vyššímu báňskému úřadu ve Vratislavi, a založením dolu Fuchs ve Weißsteinu o rok později. Od roku 1794 byla jeho součástí tzv. Liščí štola. Zaplavená do výšky jednoho metru se zapsala do dějin jako první štola v kontinentální Evropě umožňující přepravu uhlí na člunech. Už v době svého vzniku byla turistickou atrakcí - navštívili ji mj. pruský král Bedřich Vilém III. a ruská carevna Alexandra Fjodorovna. Dalším důležitým ekonomickým odvětvím bylo již od 17. století zpracování a prodej lnu. V roce 1818 založili zde bratři Johann a Wilhelm Alberti vůbec první v kontinentální Evropě mechanickou přádelnu lnu. Počátky výroby porcelánu, která Valbřich časem proslavila, se pojí se jmény Ernsta Augusta Rausche (1820), Johanna Traugotta Hayna (1829), Carla Kristera (koupil a spojil oba předchozí podniky) a Carla Tielsche (1845). Rokem 1821 začínají dějiny slévárenského průmyslu ve městě: v Altwasseru byla založena Karlova huť (Carlshütte) zaměřená původně na výrobu hrnců, od 30. let 19. století také strojírenský závod. V roce 1853 získal Valbřich železniční spojení s Vratislaví, na což v 60. a 70. letech 19. století navázala výstavba Slezské horské dráhy (úseky do Jelení Hory a Kladska) a trati do Meziměstí.

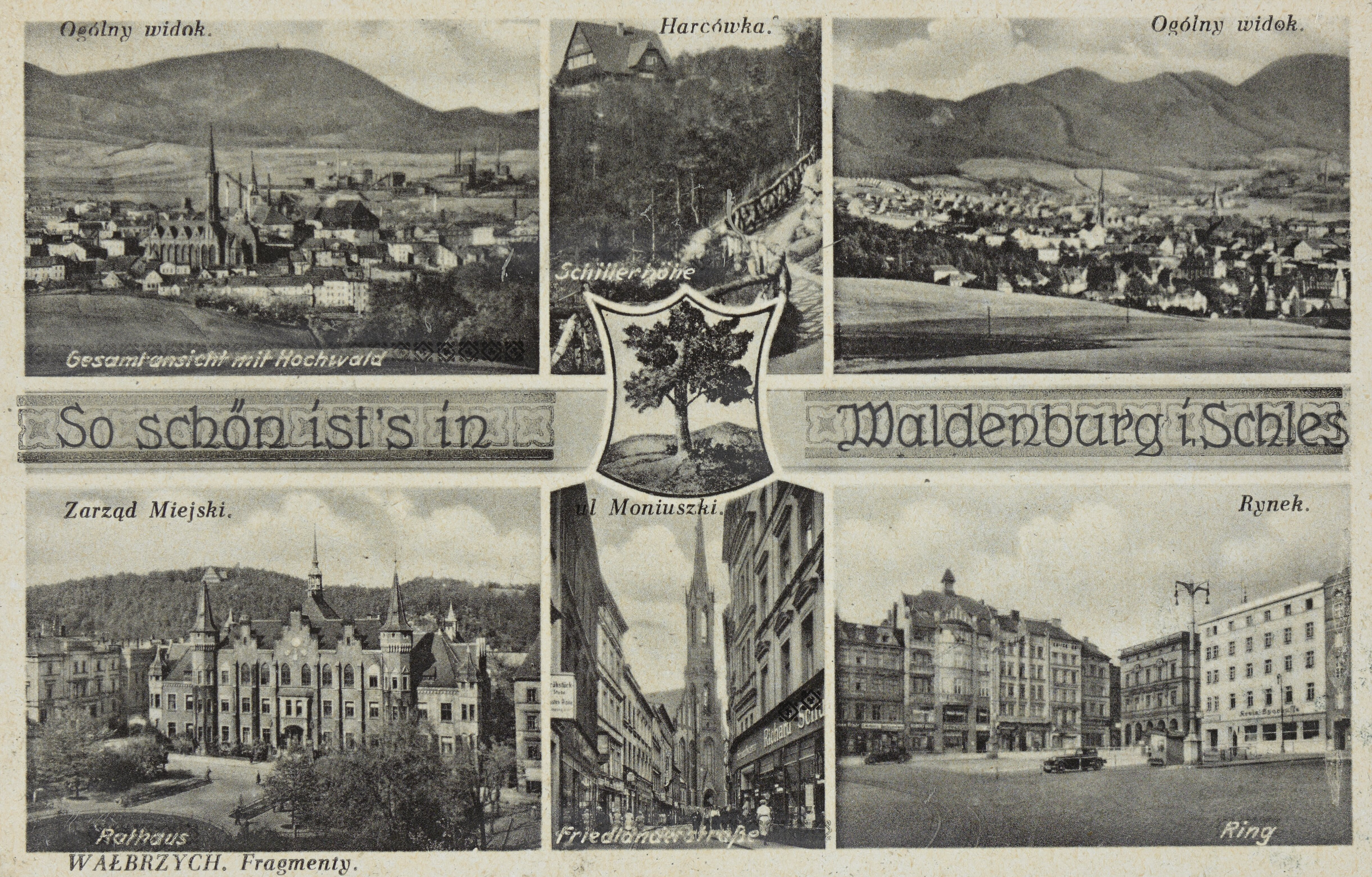
Pohlednice ze 30./40. let 20. století

Rozvoj průmyslu vedl k přílivu nových obyvatel. Zatímco v roce 1841 měl Valbřich pouhých 2 464 obyvatel, tak na počátku 20. století již necelých dvacet tisíc. Po připojení obce Altwasser/Stary Zdrój v roce 1919 se populace zdvojnásobila. Podle údajů z roku 1925 žilo ve městě 44 111 osob, z toho 58,6 % evangelíků, 35,2 % katolíků, 0,3 % ostatních křesťanů a 0,5 % židů. Dittersbach/Dzietrzychów čítal 14 916 obyvatel, Nieder Hermsdorf/Sobięcin 11 706, Oberwaldenburg/Podgórze 4 546 a Weißstein/Biały Kamień 11 106. Po připojení Dittersbachu a Oberwaldenburgu v roce 1934 se Valbřich se stal městem šedesátitisicovým, přičemž již od 1. dubna 1924 tvořil samostatný městský okres. V roce 1905 byla na zelené louce východně od centra založena čtvrť Nové Město (Neustadt/Nowe Miasto), intenzivní bytová výstavba zde probíhala do konce 30. let 20. století.
Boji druhé světové války nebyl Valbřich přímo zasažen, nacházel se v poměrně bezpečné oblasti označované za „protiletecký kryt Říše“. Rudá armáda sem vkročila 8. května 1945, v poslední den války. Na základě jaltských ujednání a Postupimské dohody se město stalo součástí socialistického Polska. Usadili se zde polští přesídlenci z východních území postoupených SSSR, osadníci z centrálního Polska a velká skupina reemigrantů – převážně hornických rodin z Porúří, Belgie a Francie. Navzdory odsunu zde také zůstala silná komunita Němců označených za „nepostradatelné odborníky“ v místním průmyslu. V roce 1950 žilo ve Valbřichu 93 842 obyvatel, z toho 54,1 % vnitropolských osadníků, 18,2 % přesídlenců z východu, 15,9 % autochtonů (Němců) a 10,7 % reemigrantů. Po ukončení vysídlovací akce a normalizaci vztahů s NDR byl umožněn vznik německých kulturních spolků a základních i středních škol s německým jazykem vyučovacím. Valbřišsko se stalo významným střediskem německé menšiny v Polsku, po roce 1956 ale začala vlna dobrovolné emigrace do západního Německa, což spolu s asimilačními procesy postupně vedlo k zániku komunity. V roce 2002 se k německé národnosti přihlásilo pouhých 151 osob. Etnickou mozaiku Valbřichu v poválečných letech dotvářeli Židé (v prosinci 1946 více než 10 tisíc aneb 17,9 % obyvatel, v roce 1960 kolem 2 500 osob, většina postupně emigrovala, v roce 2012 měla židovská obec jen 50 členů) a Řekové i Makedonci – skupina 700 set uprchlíků z řecké občanské války usazená v roce 1952 (velká část jich se pak vrátila do vlasti, ve městě ale pořád žijí potomci některých zůstavších).

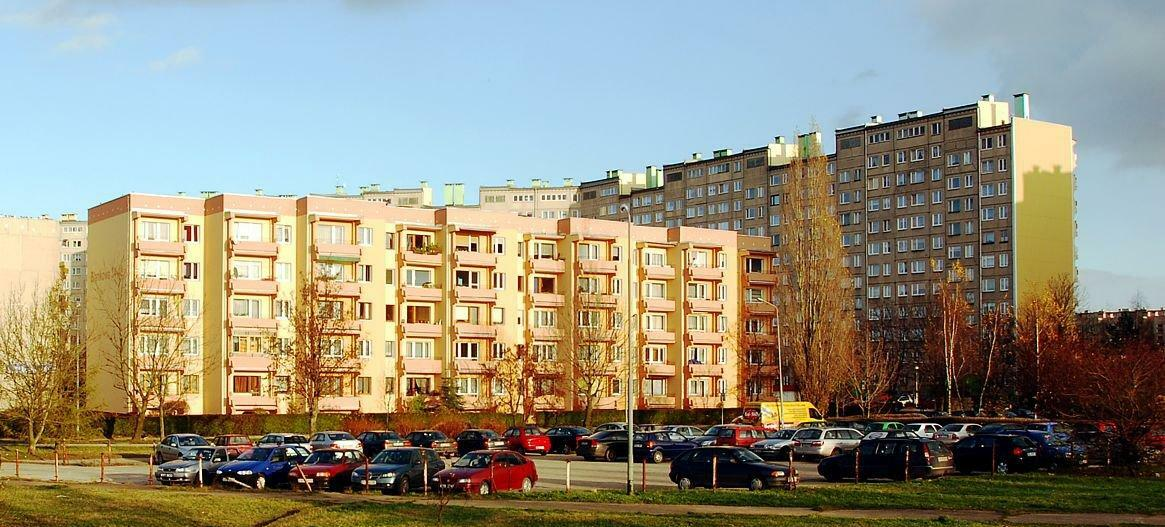
Sídliště Podzamcze

Největšími průmyslovými podniky, které existovaly ve Valbřichu v období socialismu, byly: důl Thorez (pojmenovaný podle Maurice Thoreze, dříve Fuchs, krátce též Julia), důl Victoria (dříve Vereinigte Glückhilf-Friedenshoffnung), důl Wałbrzych (vznikl spojením dolů Mieszko/Melchiorgrube a Bolesław Chrobry/Bahnschacht), koksárenské závody Wałbrzych (tvořené koksovnami Victoria, Bolesław Chrobry, Biały Kamień a Mieszko), porcelánka Krzysztof (dříve Krister), porcelánka Wałbrzych (dříve Tielsch), sklárna Wałbrzych a strojírenské závody Huta Karol (někdejší Karlova huť, ve svých posledních letech známá jako Wamag). V roce 1950 byly přičleněny obce Biały Kamień, Piaskowa Góra, Poniatów, Rusinowa, Sobięcin a Szczawienko, v roce 1973 pak Stary Glinik, Nowy Glinik, Lubiechów a areál zámku Książ. Roku 1958 začala výstavba sídliště Piaskowa Góra (Pískový vrch) pro 20 tisíc obyvatel a roku 1976 byl dokončen první panelák v nové čtvrti Podzamcze (Podzámčí) založené na zelené louce západně od Szczawienka. V letech 1975–1998 město bylo sídlem Valbřišského vojvodství. V roce 1991 dosáhlo svého populačního maxima: 141 161 obyvatel.

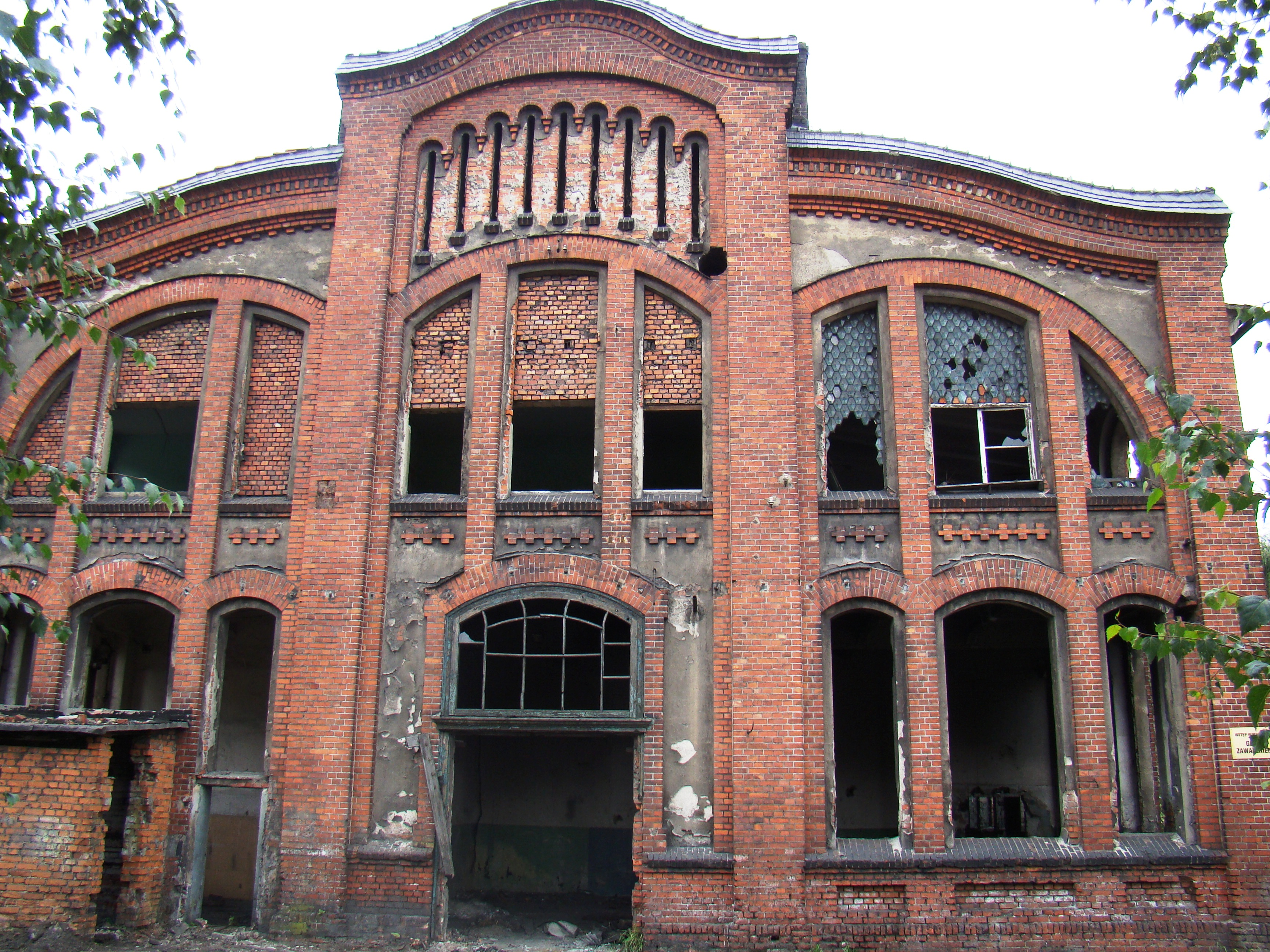
Opuštěné industriální památky: důl Victoria

Po roce 1989 nastává problematické období v dějinách Valbřichu. Vedlejším účinkem ekonomické transformace byla deindustrializace města a pauperizace jeho obyvatel. Poté, co v letech 1993–1996 byly postupně uzavřeny všechny černouhelné doly a současně padlo či omezilo svou činnost mnoho dalších podniků, se míra nezaměstnanosti dlouhodobě udržovala na dvouciferné úrovni a v roce 2003 dosáhla rekordních 32 %. Hojně medializovaným fenoménem se staly tzv. bídašachty (biedaszyby) – místa nelegálního dobývání uhlí primitivními metodami pro vlastní potřebu a na prodej za nižší ceny než v legálních skladech. Strukturální krize „starého“ průmyslu pokračovala i ve druhé dekádě 21. století (například v roce 2012 definitivně ukončila svou činnost porcelánka Wałbrzych a v roce 2016 strojírenské závody Wamag), nicméně byla částečně kompenzována zřízením speciální ekonomické zóny a výstavbou nového průmyslového parku na severovýchodním okraji města, kde se mj. nachází výrobní závod Toyoty. Zásadním problémem zůstává vylidňování: mezi lety 1991–2020 se počet obyvatel snížil o více než pětinu.
Celosvětovou pozornost přitáhlo v letech 2015–2016 pátrání po „zlatém vlaku“ s tajemným pokladem nacistů, který měl být údajně ukryt v zasypaném železničním tunelu v městské části Szczawienko.

## Doprava

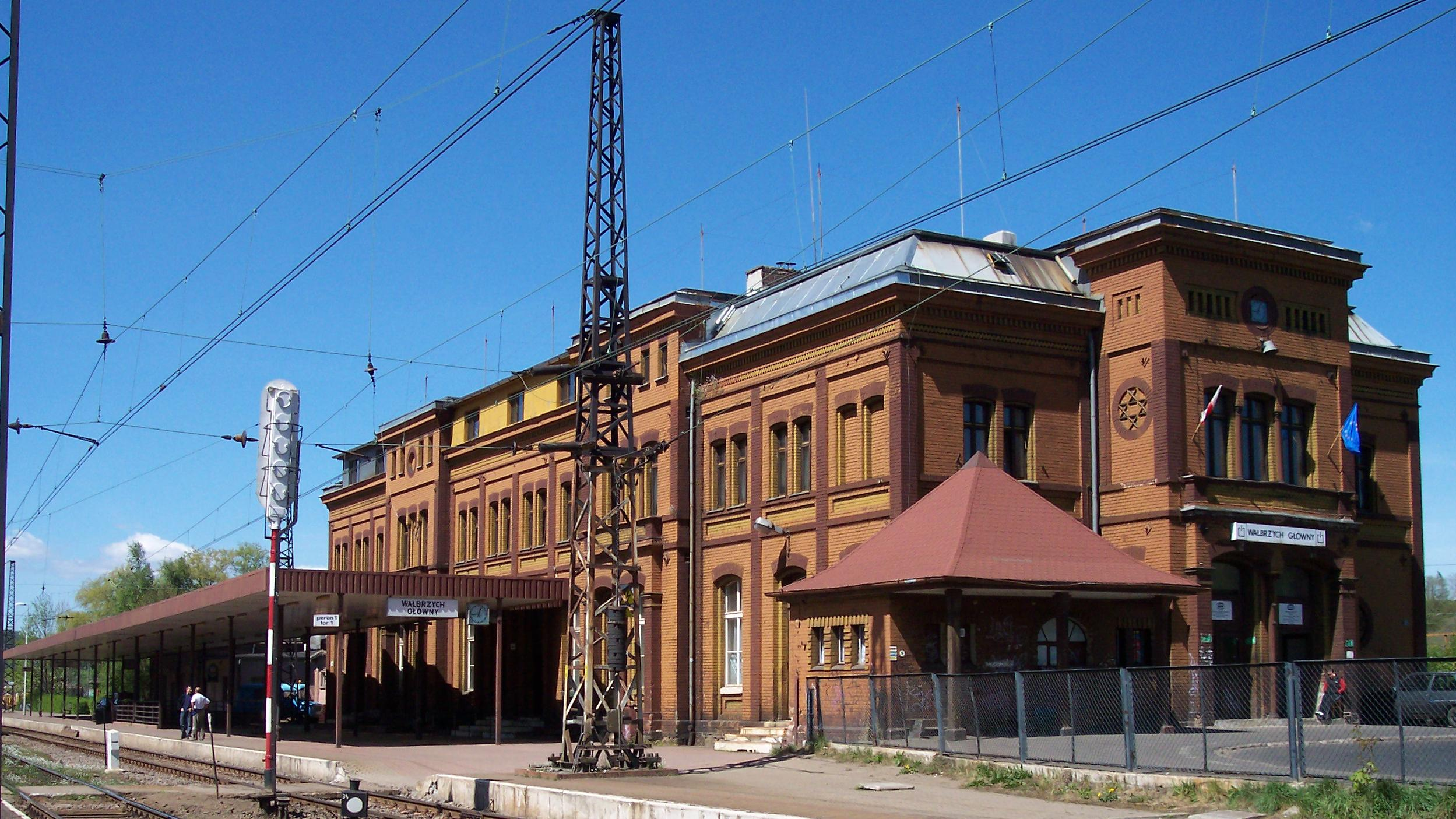
Hlavní nádraží

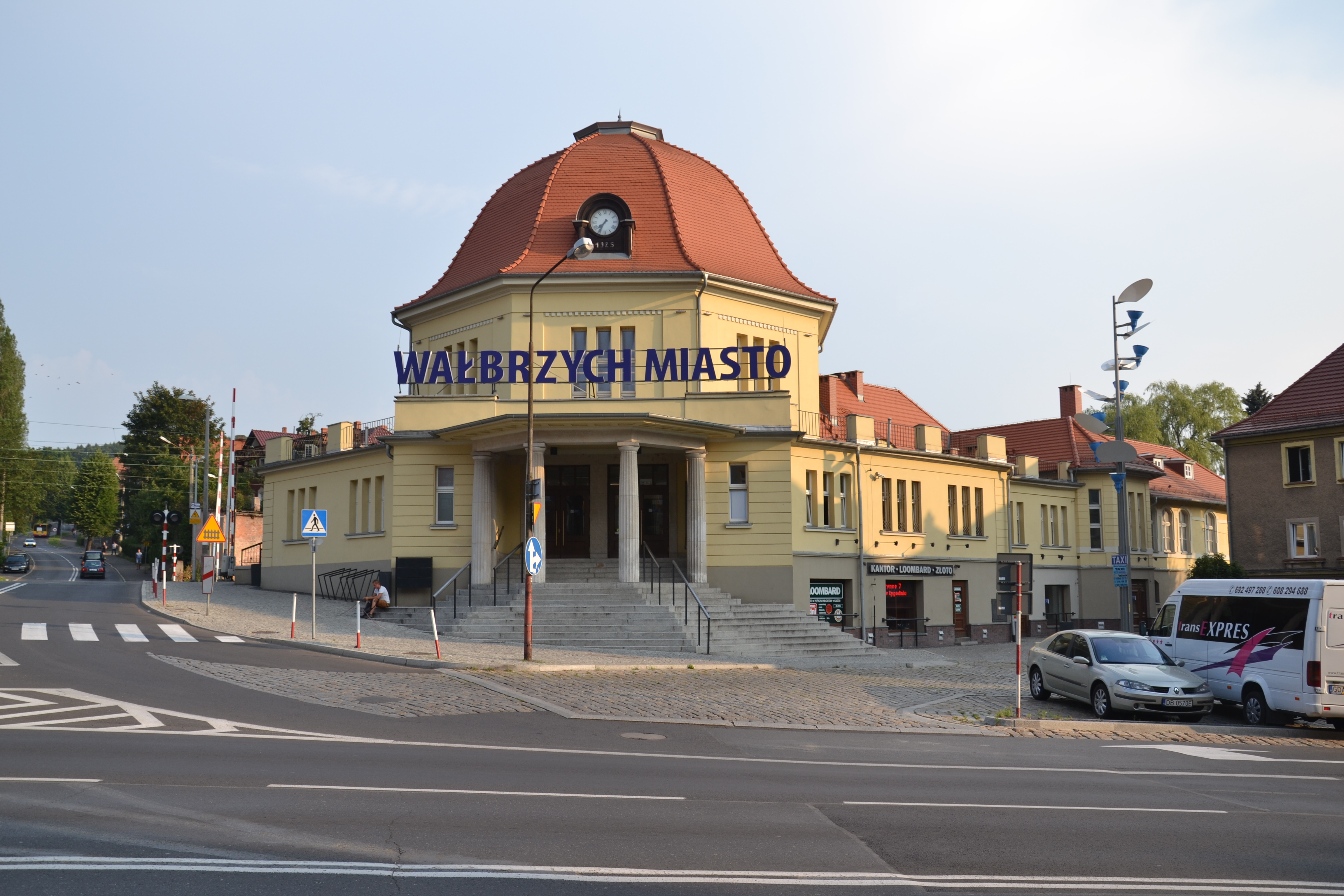
Nádraží Wałbrzych Miasto

Valbřichem prochází železniční trať Vratislav–Zhořelec (v Polsku označená číslem 274), ze které odbočuje trať do Kladska (č. 286) a také trať do českého Meziměstí (č. 291). Hlavní nádraží Wałbrzych Główny se nachází ve čtvrti Podgórze na jižním okraji města, mnohem frekventovanější je stanice Wałbrzych Miasto (Valbřich město) v geograficky centrální čtvrti Stary Zdrój. V roce 2020 byla zprovozněna zastávka Wałbrzych Centrum v blízkosti historického centra. Další stanice na území města jsou Wałbrzych Szczawienko (ve stejnojmenné čtvrti na severu) a Wałbrzych Fabryczny (mezi zastávkou Centrum a hlavním nádražím). Regionální dopravu obsluhuje dopravce Koleje Dolnośląskie (Dolnoslezské dráhy) na linkách D6 Vratislav – Jelení Hora – Sklářská Poruba, D15 Valbřich – Kladsko – Lázně Chudoba a D28 Vratislav – Adršpach. PKP Intercity provozuje dálkové spoje do Varšavy, Krakova a Gdyně (jízdní řád 2021/2022).
Valbřichem prochází národní silnice (droga krajowa) č. 35, která spojuje Vratislav a Svídnici s hraničním přechodem Meziměstí/Mieroszów. Kromě toho z města vybíhají vojvodské silnice (droga wojewódzka): č. 367 do Kamenné Hory a Jelení Hory, č. 375 do Dobromierze, č. 376 spojující čtvrť Szczawienko s městy Szczawno-Zdrój a Boguszów-Gorce, č. 379 do Svídnice a č. 381 do Kladska. 
Městskou hromadnou dopravu provozuje dopravní podnik Śląskie Konsorcjum Autobusowe na čtrnácti autobusových linkách (stav 2021), které obsluhují nejen území města, ale i sousední gminy, mj. Boguszów-Gorce a Szczawno-Zdrój. Vybrané spoje linky č. 15 zajíždějí až do Meziměstí na české straně hranice. Soukromí minibusoví dopravci (místně nazývaní nyski podle dříve používaných vozidel značky Nysa) představovali na přelomu 20. a 21. století velkou (a často nepoctivou) konkurenci pro oficiální MHD. V roce 2021 existovalo pět vnitroměstských linek toho typu, soukromé minibusy mají také pořád velký význam v oblasti regionální a příměstské dopravy. V letech 1898–1966 byla ve Valbřichu provozována tramvajová doprava a v letech 1944–1973 i trolejbusová doprava.

## Pamětihodnosti a turistické cíle

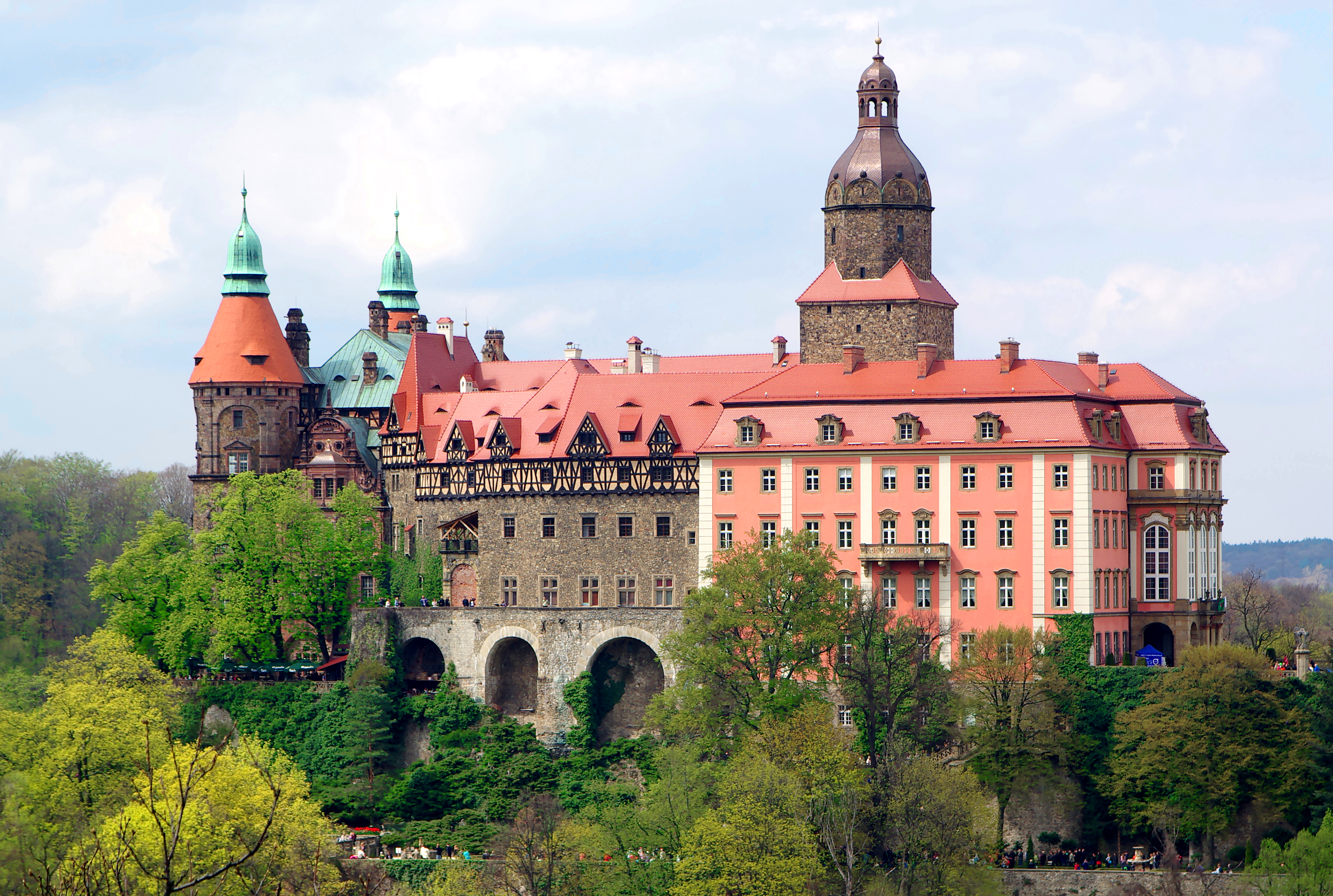
Zámek Książ

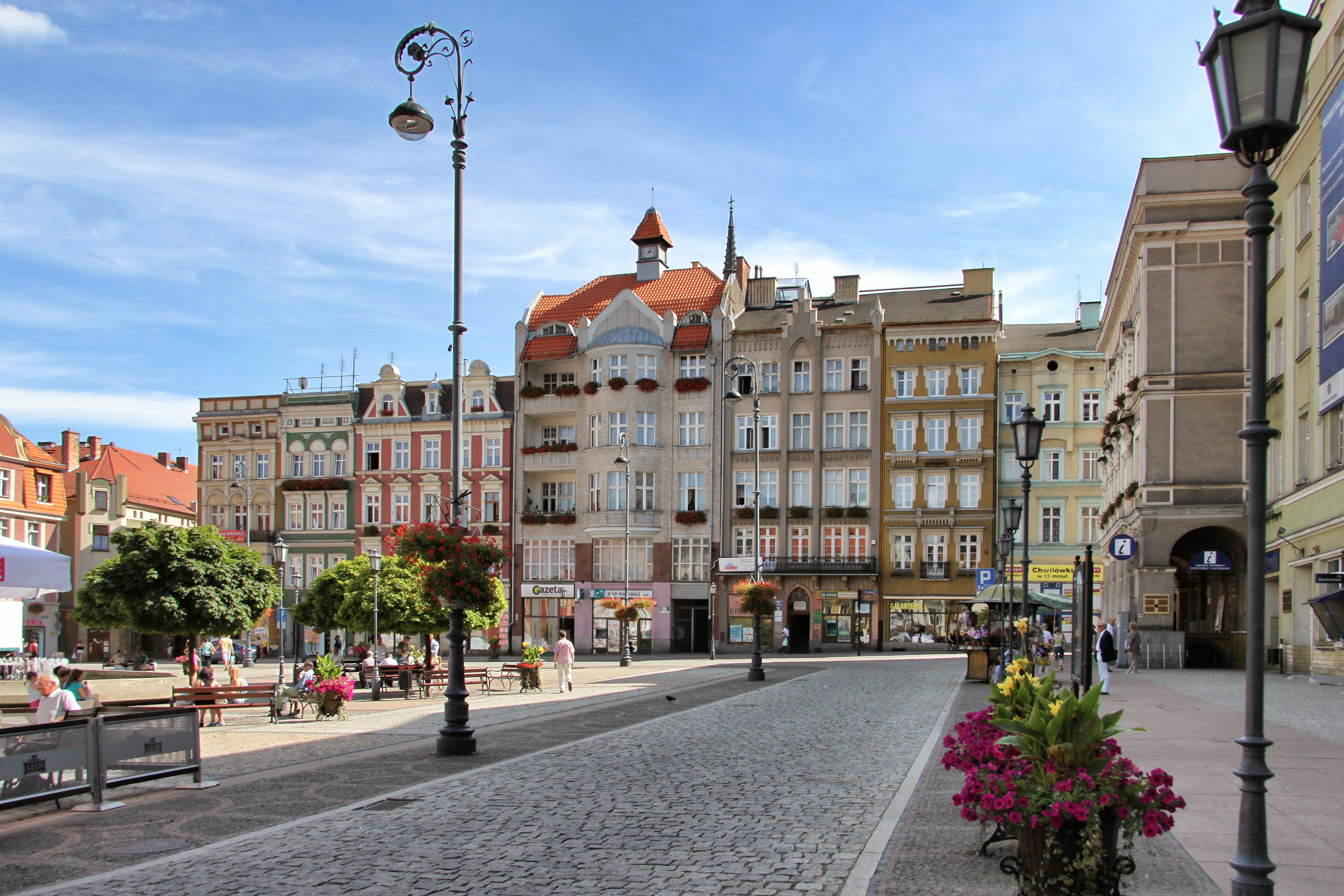
Rynek

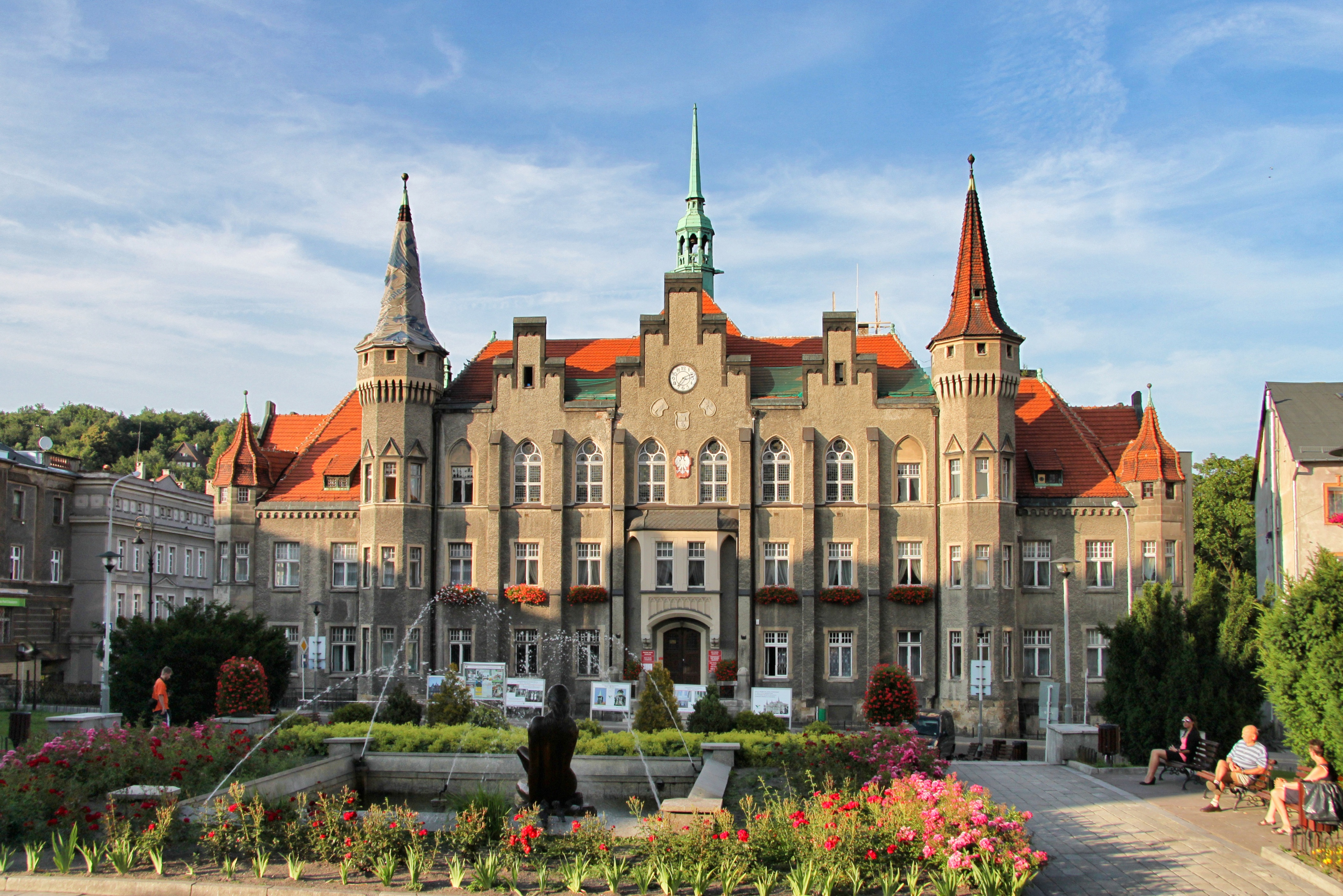
Radnice

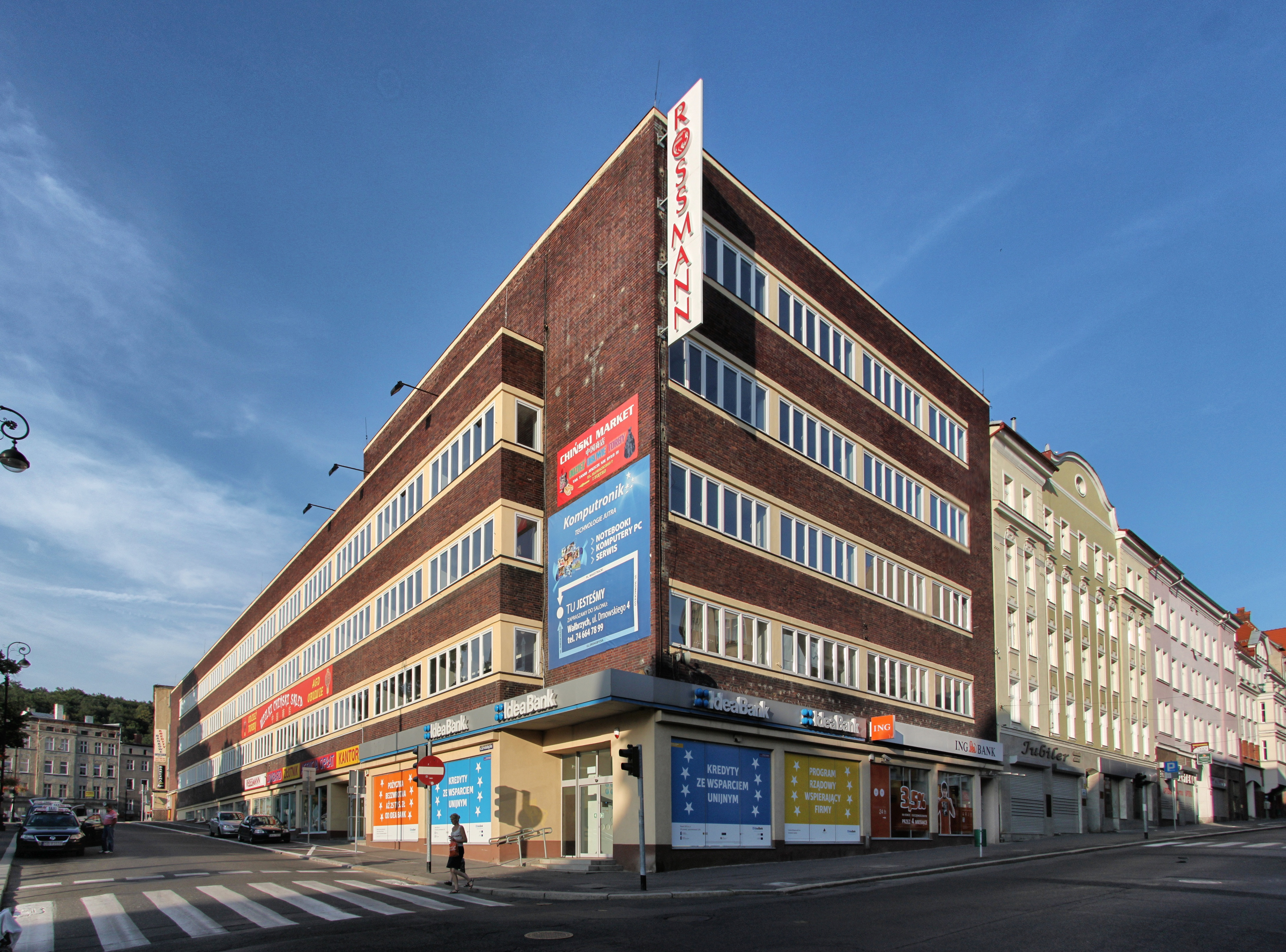
Bývalý obchodní dům Schocken v ulici Słowackiego

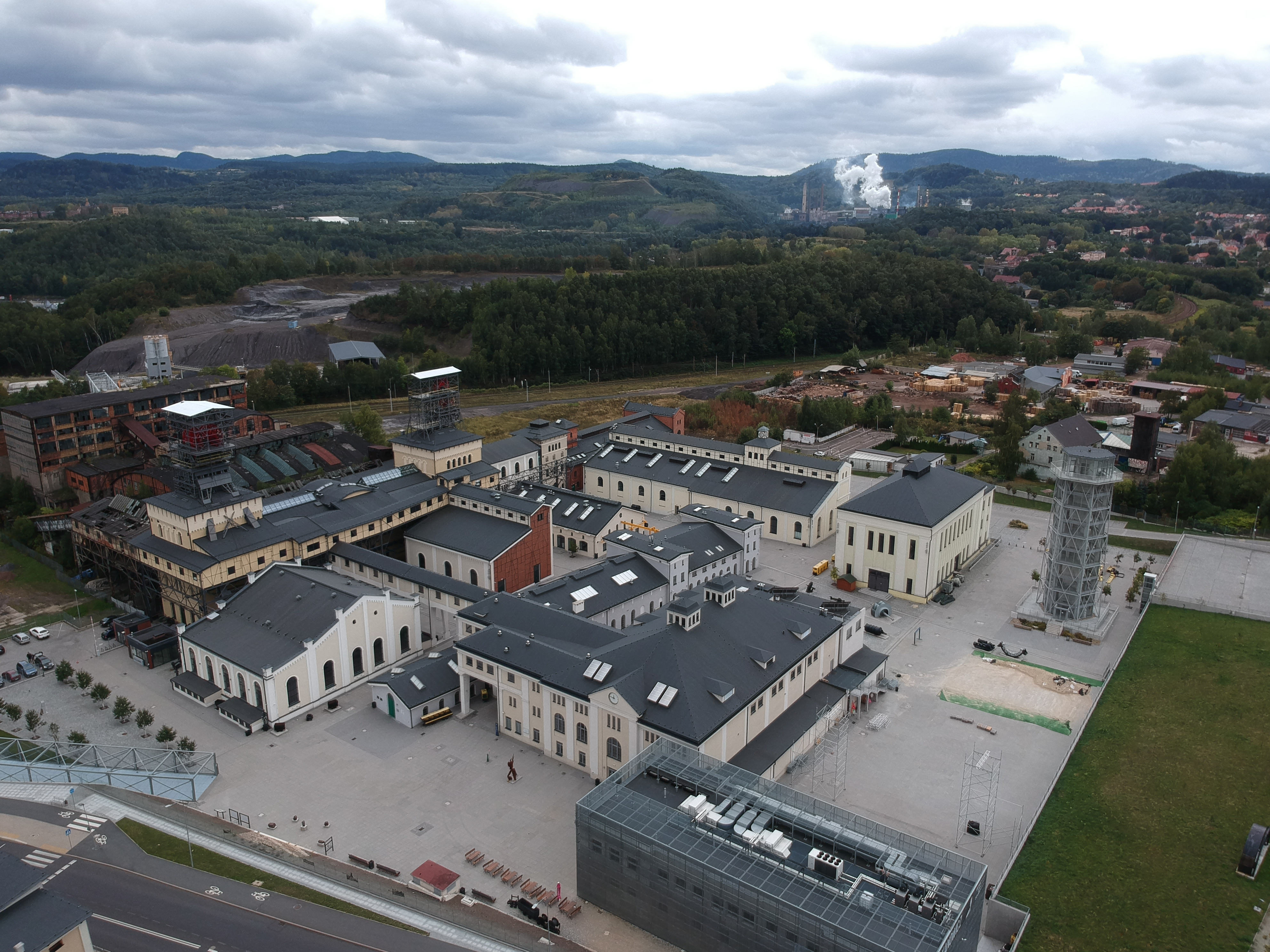
Centrum vědy a umění Starý důl

- Zamek Książ (Fürstenstein) – původně hrad postavený na sklonku 13. století za vlády Boleslava I. Surového, v letech 1509 až 1940 sídlo Hochbergů; současnou podobu získal v důsledku několika velkých přestaveb v období renesance, baroka a naposledy v letech 1909–1923, kdy vzniklo mj. eklektické průčelí a hlavní věž s výškou 47 m; v současnosti slouží muzejním účelům a také jako konferenční a kongresové centrum (třetí patro) a hotel (v bývalých hospodářských budovách);[42] je označován za největší zámek Dolního Slezska,[43] nachází se na severním okraji města blíže ke Świebodzicím než centru Valbřichu; je obklopen rozsáhlým lesoparkem na obou březích Polesnice, v němž se nachází mj. romantická zřícenina Stary Książ z roku 1794, mauzoleum posledních Hochbergů (původně barokní kaple z počátku 18. století) a historický hřebčín (Stado Ogierów Książ);
- Palmový dům (Palmiarnia) – expozice exotických rostlin (kolem 250 druhů) v historickém skleníku postaveném v letech 1908–1911 (podle jiných zdrojů 1911–1914) na podnět Hanse Heinricha XV. Hochberga; jako substrát pro rostliny byl použit sopečný tuf z Etny přivezený roku 1911[8]; nachází se na pomezí městských částí Lubiechów a Szczawienko v blízkosti książského lesoparku;[44]
- Rynek – ústřední náměstí historického jádra Valbřichu; většina současné zástavby pochází z 19. století, mezi starší stavební památky patří barokní Dům u kotvy (č. 23) z roku 1799, Dům u tří růží (č. 22) z roku 1777 a dům č. 3 datovaný do roku 1727;
- Radnice – novogotická budova z roku 1856, v roce 1903 byla rozšířena o boční křídla; spolu s výstavbou vzniklo Magistrátní náměstí (Plac Magistracki), které je dnes druhým nejvýznamnějším náměstím historického centra; naproti radnici se nachází novorenesanční budova státního zastupitelstva z roku 1904;
- Muzeum porcelánu (Muzeum Porcelany) – původně mnohooborové městské muzeum, po rekonstrukci v roce 2015 se jeho stěžejním prvkem stala sbírka porcelánu čítající více než 10 tisíc výrobků z nejen valbřišských továren; vedle toho nadále  existuje umělecká expozice a expozice věnovaná dějinám města a regionu; sídlem muzea je klasicistní palác Alberti z let 1801–1803 v ulici 1 Maja;[45]
- Czettritzův zámek – postavený v pozdně renesančním stylu v letech 1604–1628 jižně od historického centra, v polovině 19. století přestavěný na sídlo správy hochberského panství; v současnosti je sídlem Státní vyšší odborné školy Angela Silesia (Państwowa Uczelnia Angelusa Silesiusa);
- Kostel Spasitele (Kościół Zbawiciela) – klasicistní evangelický kostel postavený v letech 1785–1788 podle návrhu Carla Gottharda Langhanse, který postavil mj. Braniborskou bránu; v těsném sousedství se nachází katolický barokní kostelík Panny Marie Bolestivé z roku 1714;
- Kostel Panny Marie Bolestné a sv. Andělů Strážných (Kościół NMP Bolesnej i św. Aniołów Stróżów) – nejvýznamnější katolický kostel ve městě, byl postaven v novogotickém slohu na místě staršího v letech 1899–1904; od roku 2010 se jedná o kolegiátní kostel svídnické diecéze;
- Ulice Słowackiego (dříve Freiburger Straße) s novogotickou budovou soudu (původně katastrální úřad) z 50. let 19. století (č. 11), novogotickou hlavní poštou z roku 1887 (č. 9), funkcionalistickým obchodním domem Schocken (po válce pod názvem Merkur, Centrum, PDT a Chełmiec, v současnosti adaptovaný pro jiné účely) z roku 1928 (č. 7) či bývalým hotelem Waldenburger Hof (poté Grunwald, dnes sídlo správy sociálního zabezpečení) z roku 1927 (č. 16);
- Aleja Wyzwolenia (Třída Osvobození, dříve Auenstraße) s budovou střední odborné školy Energetyk (původně Gymnázium královny Luisy) z roku 1913 (č. 5), budovou Kołłątajova gymnázia (původně evangelická základní škola) z roku 1902 (č. 34), budovou Základní školy Jana Pavla II. (původně evangelické gymnázium) z roku 1875 (č. 43) a funkcionalistickou budovou kina Capitol (později Hornický kulturní dům, nyní opuštěná) z roku 1929 s charakteristickou půlkruhovou fasádou (č. 21);
- Centrum vědy a umění Starý důl (Centrum Nauki i Sztuki Stara Kopalnia) – muzejní komplex, který vznikl v roce 2015 rozšířením dosavadního Muzea průmyslu a techniky (Muzeum Przemysłu i Techniki); nachází se v areálu bývalého černouhelného dolu Fuchs (po druhé světové válce Julia, později Thorez) v městské části Biały Kamień, který fungoval v letech 1770–1996;[46]
- Muzeum hornictví a motoristických sportů (Muzeum Górnictwa i Sportów Motorowych) – soukromé muzeum založené automobilovým závodníkem Jerzym Mazurem v 90. letech 20. století v areálu bývalého černouhelného dolu Cäsar (po válce Teresa) v městské části Rusinowa; jedna část expozice je věnována dějinám hornictví ve valbřišském regionu, druhou tvoří sbírka sportovních automobilů a exponátů spjatých se slavnými závodníky; v roce 2021 byla ulice vedoucí k muzeu pojmenována po Ayrtonu Sennovi a byl zde odhalen jeho pomník;[47]
- Sobieského park (Park im. Króla Jana III Sobieskiego) – městský park založený v roce 1907 na svazích Parkové hory (Góra Parkowa, též Šibeniční kopec – Wzgórze Szubieniczne, 502 m n. m.); přes blízkost centra má horský ráz, u centrální vyhlídky se nachází horská chata Harcówka;

## Významní rodáci
- Joanna Batorová (* 1968) – spisovatelka, autorka tzv. valbřišské trilogie Písková hora, Chmurdálie a Tma, téměř noc
- Christian Brückner (* 1943) – herec, německý hlas Roberta de Nira
- Krzesimir Dębski (* 1953) – hudební skladatel, houslista a dirigent
- Bartosz Kurek (* 1988) – volejbalista, hráč polské reprezentace od roku 2007
- Gerhard Menzel (1894–1966) – scenárista, nechvalně známý jako autor scénářů řady nacistických propagandistických snímků
- Wolfgang Menzel (1798–1873) – básník, literární kritik a historik, osobnost předbřeznového období v německých zemích
- Abraham Robinson (1918–1974) – matematik, zakladatel nestandardní analýzy
- Klaus Töpfer (* 1938) – politik strany CDU, výkonný ředitel Programu OSN pro životní prostředí v letech 1998–2006
- Urszula Włodarczyková (* 1965) – atletka, mistryně Evropy v halovém pětiboji z roku 1998
- Kamila Żuková (* 1997) – biatlonistka

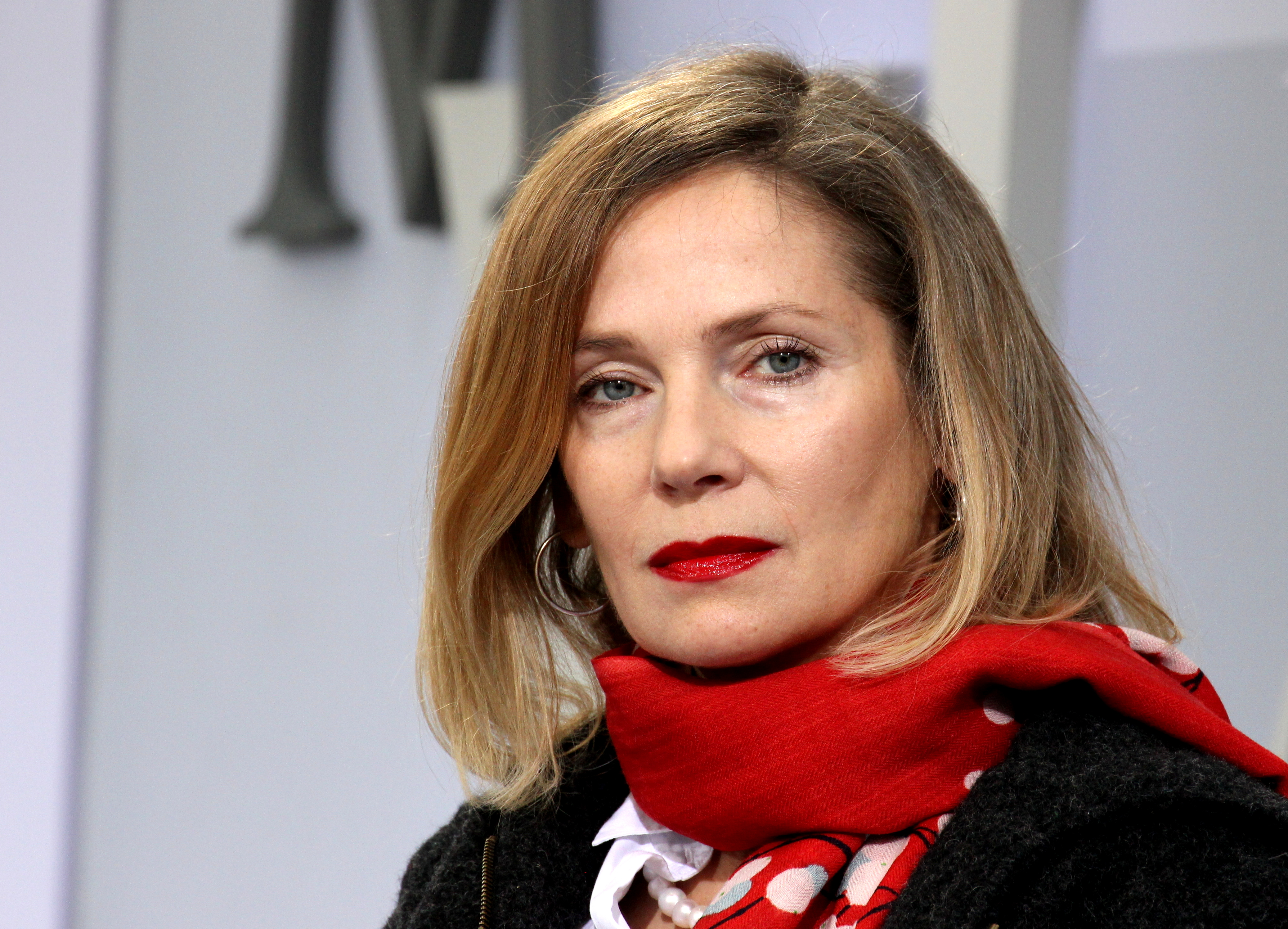
Joanna Batorová
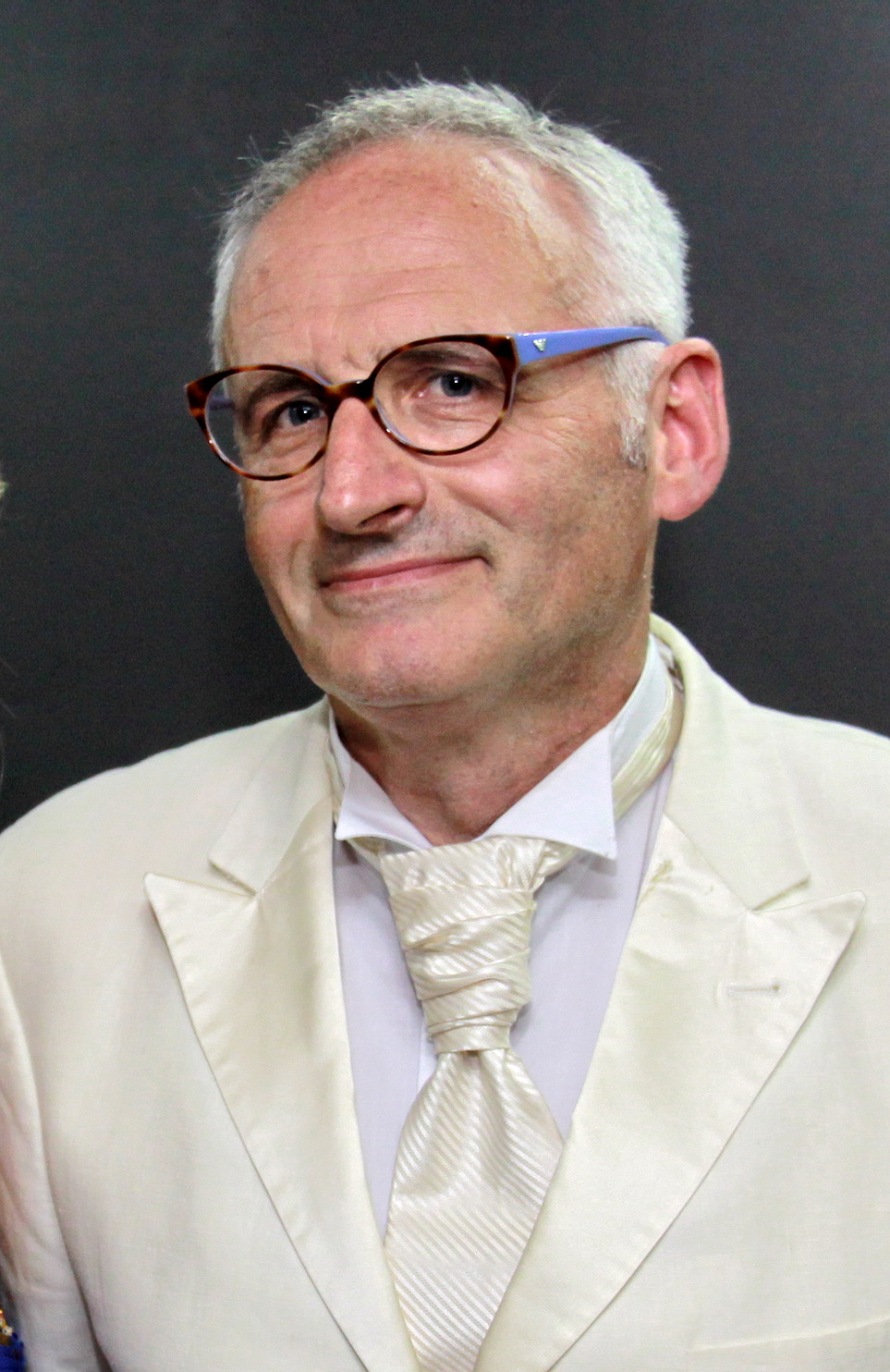
Krzesimir Dębski
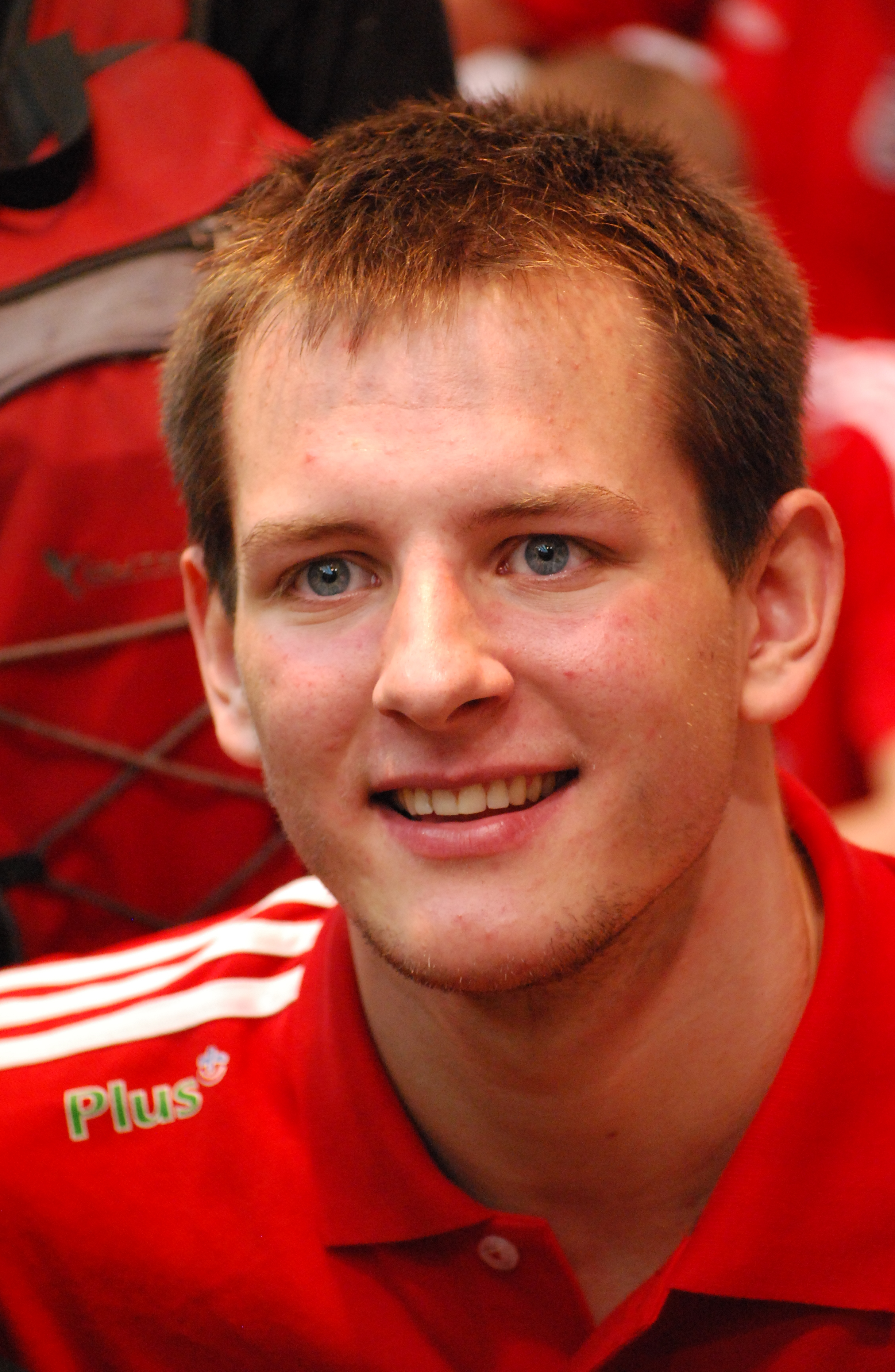
Bartosz Kurek
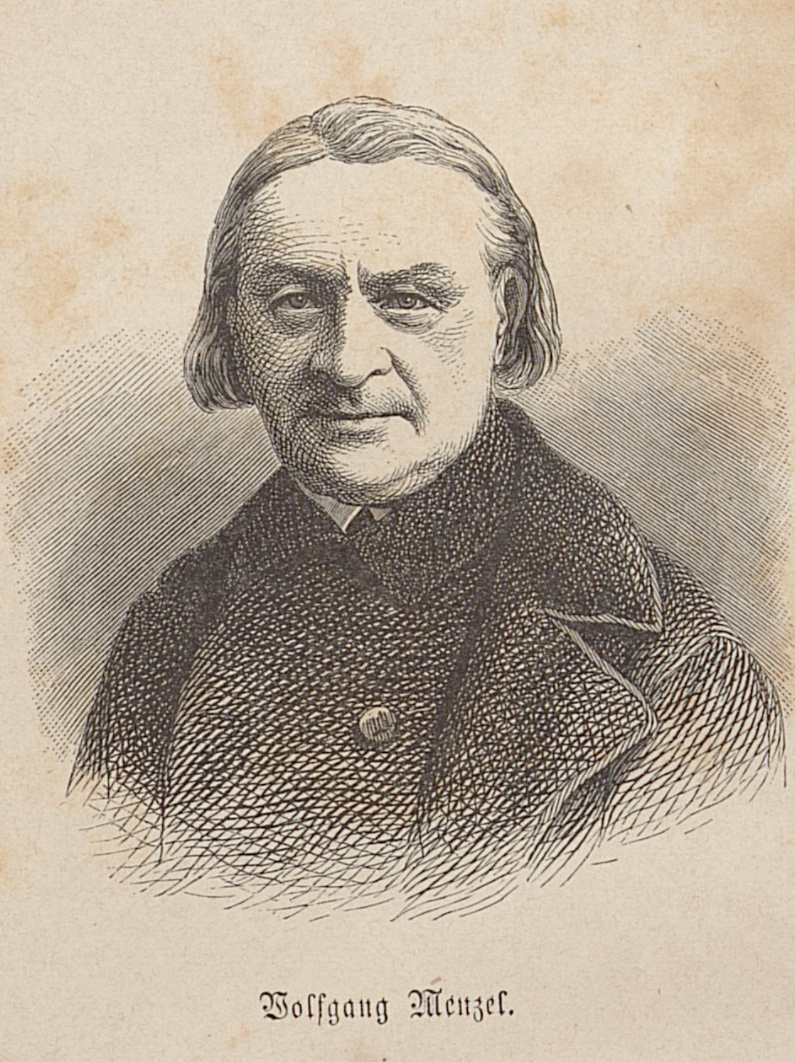
Wolfgang Menzel
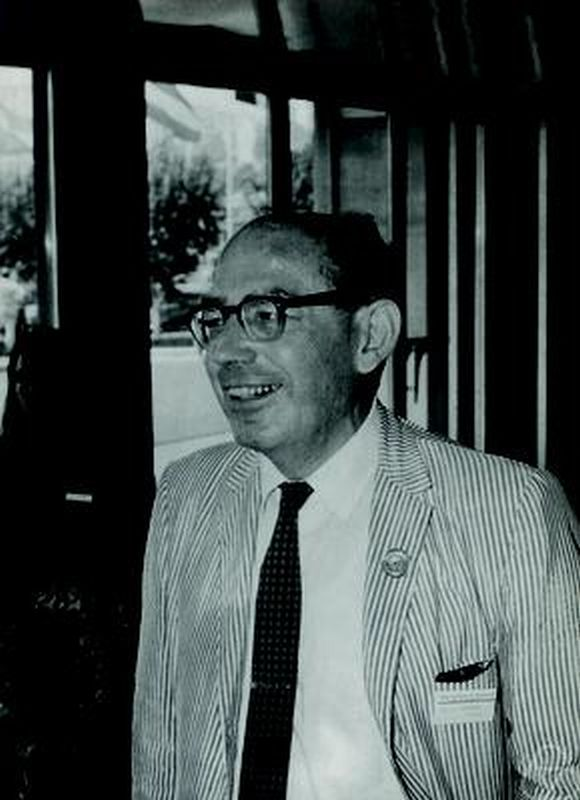
Abraham Robinson
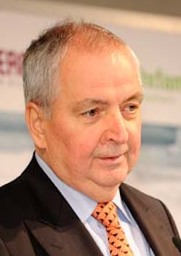
Klaus Töpfer

## Partnerská města
- Boryslav, Ukrajina (2009)
- Cape Breton, Kanada (2019)
- Dnipro, Ukrajina (2001)
- Foggia, Itálie (1998)
- Freiberg, Německo (1991)
- Gżira, Malta (2000)
- Hradec Králové, Česko (1991)
- Jastarnia, Polsko (1997)
- Pština, Polsko (2014)
- Tula, Rusko (1991)
- Vannes, Francie (2001)